# Tlalocomyia grenieri
Tlalocomyia grenieri är en tvåvingeart som först beskrevs av Vargas och Diaz Najera 1948.  Tlalocomyia grenieri ingår i släktet Tlalocomyia och familjen knott. Inga underarter finns listade i Catalogue of Life.